# Wienskowski

Wappen derer von Wienskowski

Wienskowski  (Eindeutschung von polnisch Więckowski), ab 1806 teilweise auch von Wienskowski gen. von Saltzwedel, ist der Name eines westpreußischen Adelsgeschlechts mit dem Stammsitz Więckowice in der Woiwodschaft Posen, dessen direkte Stammreihe mit nobilis Wienskowski, Gutsherr auf Wusters; Landkreis Schlochau um das Jahr 1526 beginnt.

## Geschichte
Im Jahr 1772 huldigte der Edelmann und königlich polnische Oberst Karl Gustav von Wienskowski, Gutsherr auf Wusters, dem preußischen König Friedrich II.;
Jacob Ludwig von Wienskowski, Gutsherr auf Janowice, huldigte im Jahr 1815 dessen Enkel, dem preußischen König Friedrich Wilhelm III.

## Adelsanerkennungen
- Preußische Adelsanerkennung am 26. Juni 1803 für Anton von Wienskowski, später preußischer Generalmajor, und seine Brüder.
- Preußische Namen- und Wappenvereinigung mit denen der „von Saltzwedel“ als „von Wienskowski gen. von Saltzwedel“ am 15. September 1806 in Berlin für Reinhold von Wienskowski, damals preußischer Leutnant, als Schwiegersohn des preußischen Oberstleutnants a. D. Anton Ludwig von Saltzwedel nach Adoption.[1]

## Wappen
- Stammwappen: Ähnlich dem Stammwappen „Poray“. In Silber eine fünfblättrige rote Rose. Auf dem Helm mit rot-silbernen Decken drei silberne Rosen an grünen Blätterstengeln.
- Wappen von 1806: Gespalten, rechts in Silber eine fünfblättrige rote Rose (Stammwappen), links geteilt (Saltzwedel), oben in Blau eine goldene Sonne mit zwei goldenen Sternen, unten in Rot ein silberner Wellenbalken. Zwei Helme, auf dem rechten mit rot-silbernen Decken drei silberne Rosen an grünen Blätterstengeln (Stammhelm), auf dem linken mit blau-goldenen Decken die Sonne zwischen offenem, je mit einem goldenen Stern belegten blauen Fluge (von Saltzwedel).

## Bekannte Familienmitglieder
- Anton von Wienskowski (1766–1837), preußischer Generalmajor
- Gustav von Wienskowski gen. von Saltzwedel (1808–1897), preußischer Regierungspräsident
- Emil von Wienskowski (1826–1900), preußischer Generalleutnant
- Max von Wienskowski (1861–1918), preußischer Generalleutnant
- Traugott von Wienskowski gen. von Saltzwedel (1859–1940), deutscher Architekt, preußischer Geheimer Regierungs- und Baurat
- Wilhelm von Wienskowski gen. von Saltzwedel (1820–1882), preußischer Regierungspräsident